# Post Malone/Auszeichnungen für Musikverkäufe

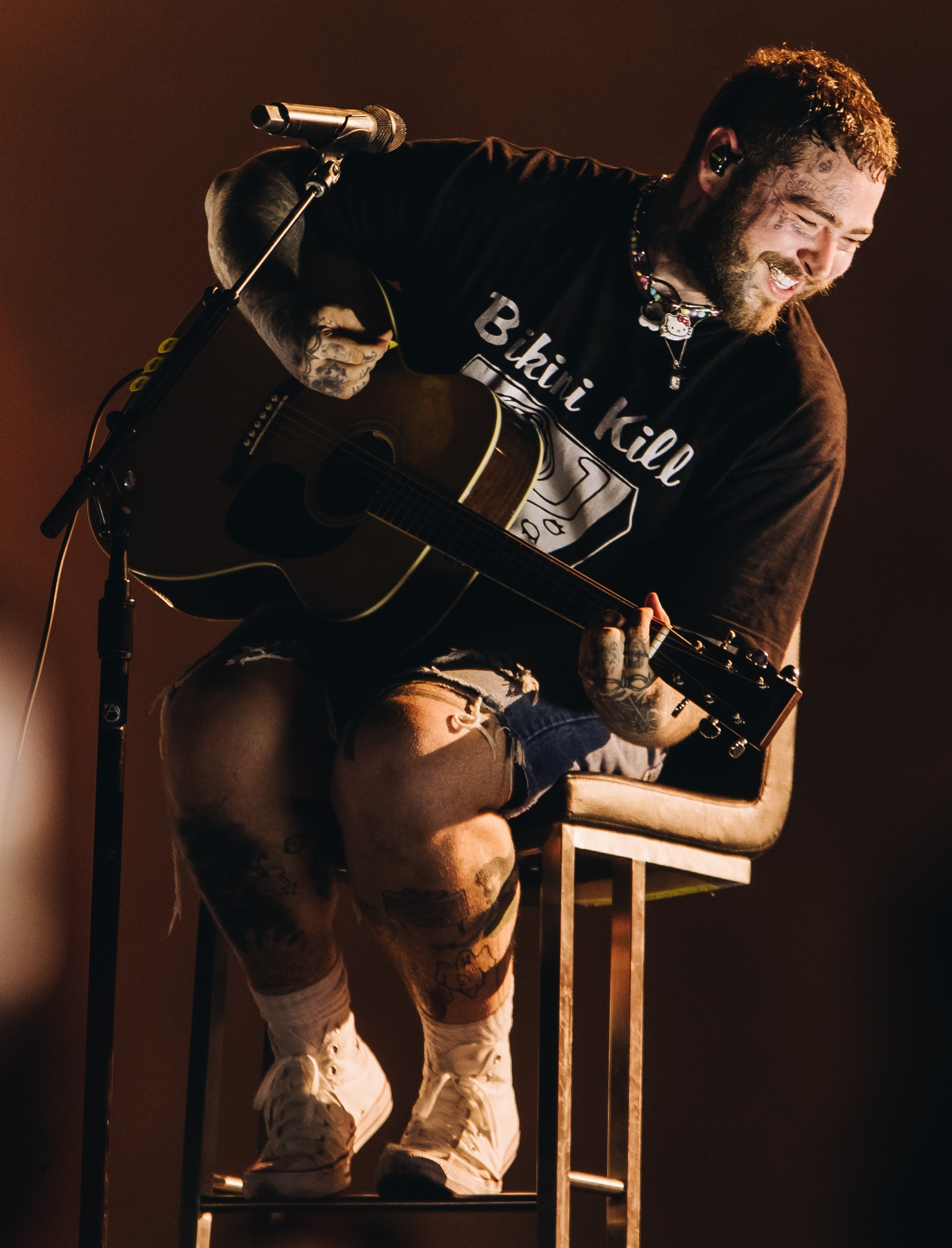
Post Malone (2021)

Dies ist eine Übersicht über die Auszeichnungen für Musikverkäufe des US-amerikanischen R&B-Musikers und Rappers Post Malone. Die Auszeichnungen finden sich nach ihrer Art (Gold, Platin usw.), nach Staaten getrennt in chronologischer Reihenfolge, geordnet sowie nach den Tonträgern selbst, ebenfalls in chronologischer Reihenfolge, getrennt nach Medium (Alben, Singles usw.), wieder.

## Auszeichnungen
| - Vereinigtes Königreich - 2018: für die Single Deja Vu - 2019: für das Lied No Option - 2019: für das Lied Spoil My Night - 2019: für das Lied Rich & Sad - 2019: für die Single Too Young - 2019: für die Single Patient - 2020: für das Lied 92 Explorer - 2020: für das Lied Zack and Codeine - 2020: für das Lied Same Bitches - 2020: für das Lied Saint-Tropez - 2020: für das Lied Takin’ Shots - 2021: für die Single Enemies - 2021: für das Lied Otherside - 2021: für das Lied Big Lie - 2021: für das Lied Die for Me - 2021: für das Lied Sugar Wraith - 2022: für das Lied On the Road - 2022: für das Lied Blame It on Me - 2023: für die Single Cooped Up - 2023: für das Lied A Thousand Bad Times - 2023: für die Single Motley Crew - 2023: für das Lied Feel - 2024: für das Album Austin - 2025: für die Single Guy for That - 2025: für die Single Pour Me a Drink - Australien - 2019: für das Lied Blame It on Me - 2019: für das Lied Otherside - 2019: für das Lied Takin’ Shots - 2023: für die Single Dial Drunk - 2024: für das Album Twelve Carat Toothache - 2024: für das Lied Forever - 2024: für das Lied A Thousand Bad Times - 2024: für die Single Allergic - 2024: für das Lied Enough Is Enough - 2024: für das Lied I Know - 2024: für das Lied I’m Gonna Be - 2024: für die Single Mourning - 2024: für das Lied Myself - 2024: für das Lied Sugar Wraith - 2024: für das Lied Staring at the Sun - 2025: für das Album F-1 Trillion - Belgien - 2018: für die Single Psycho - 2018: für die Single Jackie Chan - 2019: für die Single Sunflower - 2019: für das Album Beerbongs & Bentleys - 2019: für die Single Wow - 2019: für die Single Goodbyes - 2023: für das Album Twelve Carat Toothache - 2023: für die Single Chemical - Brasilien - 2018: für das Album Stoney - 2021: für das Lied Celebrate - 2024: für das Lied Otherside - 2024: für die Single Allergic - 2024: für das Lied Myself - 2024: für das Lied Same Bitches - 2024: für das Lied Internet - 2024: für die Single Candy Paint - 2024: für das Lied Blame It on Me - 2024: für das Lied Staring at the Sun - 2024: für das Lied A Thousand Bad Times - 2024: für das Lied Notice Me - 2024: für das Lied I Know - 2024: für das Lied Takin’ Shots - 2024: für die Single Mourning - 2024: für das Lied Enough Is Enough - 2024: für die Single Overdrive - 2024: für das Lied Levii’s Jeans - 2025: für die Single Guy for That - 2025: für das Album F-1 Trillion - 2025: für die Single Pour Me a Drink - Dänemark - 2020: für die Single Deja Vu - 2020: für das Lied Paranoid - 2021: für das Lied Stay - 2021: für die Single Take What You Want - 2022: für die Single One Right Now - 2022: für das Lied Saint-Tropez - 2023: für das Lied No Option - 2023: für das Lied Feeling Whitney - 2023: für die Single Chemical - 2024: für die Single Fortnight - 2025: für die Single Patient - 2025: für das Album Austin - 2025: für das Album F-1 Trillion - 2025: für die Single Enemies - Deutschland - 2019: für die Single Jackie Chan - 2020: für die Single Congratulations - 2020: für die Single Psycho - 2020: für die Single Wow - 2023: für die Single White Iverson - 2023: für das Album Stoney - 2023: für das Album Beerbongs & Bentleys - 2023: für das Album Hollywood’s Bleeding - 2023: für die Single Go Flex - 2023: für die Single I Fall Apart - 2023: für die Single Goodbyes - 2024: für die Single Chemical - 2025: für die Single Fortnight - Finnland - 2022: für die Single One Right Now - Frankreich - 2018: für das Album Stoney - 2023: für die Single Go Flex - 2024: für die Single I Fall Apart - 2024: für die Single Fortnight - 2025: für die Single Fade - 2025: für das Lied I Like You (A Happier Song) - 2025: für die Single One Right Now - Italien - 2018: für die Single White Iverson - 2018: für die Single I Fall Apart - 2019: für die Single Candy Paint - 2019: für die Single Go Flex - 2019: für das Lied Cold - 2021: für die Single Take What You Want - 2023: für die Single One Right Now - 2023: für das Lied I Like You (A Happier Song) - 2023: für die Single Chemical - 2023: für das Lied Hollywood’s Bleeding - 2024: für die Single Fortnight - Kanada - 2018: für das Lied Notice Me - 2019: für das Lied Jonestown (Interlude) - 2019: für das Lied Hit This Hard - 2020: für die Single Writing on the Wall - 2021: für das Lied I Know - 2021: für das Lied Internet - 2024: für die Single Fortnight - Malaysia - 2018: für das Album Beerbongs & Bentleys - Neuseeland - 2019: für die Single Too Young - 2019: für das Lied Spoil My Night - 2019: für das Lied Over Now - 2019: für das Lied Same Bitches - 2019: für die Single Patient - 2019: für das Lied Big Lie - 2023: für die Single Chemical - 2024: für das Album Austin - 2024: für die Single Cooped Up / Return of the Mack - Niederlande - 2019: für die Single Candy Paint - 2025: für das Album Austin - Norwegen - 2022: für die Single One Right Now - Österreich - 2018: für das Album Stoney - 2018: für die Single Rockstar - 2018: für die Single Jackie Chan - Polen - 2023: für die Single Take What You Want - 2023: für die Single Psycho - 2023: für die Single One Right Now - 2023: für das Album Twelve Carat Toothache - 2023: für das Lied Hollywood’s Bleeding - 2023: für das Lied I Like You (A Happier Song) - 2024: für die Single I Fall Apart - 2024: für die Single Go Flex - 2024: für die Single Motley Crew - Portugal - 2018: für die Single Jackie Chan - 2019: für die Single Candy Paint - 2020: für das Album Hollywood’s Bleeding - 2020: für das Lied Paranoid - 2020: für das Lied Saint-Tropez - 2020: für die Single Too Young - 2020: für die Single Take What You Want - 2022: für die Single One Right Now - 2022: für das Lied Hollywood’s Bleeding - 2022: für die Single Enemies - 2022: für die Single Cooped Up - 2024: für das Album Stoney - 2024: für die Single I Had Some Help - Schweden - 2023: für das Album Twelve Carat Toothache - 2023: für das Lied I Like You (A Happier Song) - Singapur - 2019: für das Album Stoney - Spanien - 2024: für die Single Goodbyes - 2024: für die Single Jackie Chan - 2024: für die Single Psycho - 2024: für das Lied I Like You (A Happier Song) - 2024: für die Single White Iverson - 2024: für die Single I Fall Apart - 2024: für die Single One Right Now - 2025: für die Single I Had Some Help - Vereinigte Staaten - 2020: für die Single Writing on the Wall - 2020: für das Lied Forever - 2022: für das Lied I Did It - Vereinigtes Königreich - 2021: für die Single Fade - 2022: für das Lied Stay - 2022: für das Lied Paranoid - 2023: für die Single Ball for Me - 2023: für das Lied I Like You (A Happier Song) - 2024: für das Album Twelve Carat Toothache - 2024: für das Lied Hollywood’s Bleeding - 2024: für das Lied Feeling Whitney - 2025: für die Single One Right Now - 2025: für das Album F-1 Trillion - 2025: für das Lied Over Now - Zentralamerika - 2025: für die Single Fortnight | - Australien - 2018: für die Single Jackie Chan - 2019: für das Lied Paranoid - 2024: für das Lied 92 Explorer - 2024: für die Single Enemies - 2024: für die Single Motley Crew - 2024: für das Lied Over Now - 2024: für die Single Patient - 2024: für das Lied Rich & Sad - 2024: für das Lied Saint-Tropez - 2024: für das Lied Zack and Codeine - 2024: für das Lied Same Bitches - 2024: für die Single Cooped Up - 2024: für das Lied Spoil My Night - 2024: für das Lied Die for Me - 2024: für das Lied On the Road - 2024: für die Single Too Young - Belgien - 2019: für die Single Better Now - 2020: für die Single Circles - 2025: für die Single Fortnight - 2025: für die Single I Had Some Help - Brasilien - 2018: für das Album Beerbongs & Bentleys - 2024: für das Lied On the Road - 2024: für die Single Ball for Me - 2024: für die Single Too Young - 2024: für das Lied Die for Me - 2024: für das Lied Paranoid - 2024: für die Single Wolves - 2024: für das Lied Forever - 2024: für die Single Cooped Up - 2024: für das Lied 92 Explorer - 2024: für die Single Motley Crew - 2024: für die Single I Fall Apart - 2024: für die Single Enemies - 2024: für das Lied Spoil My Night - 2024: für das Lied I’m Gonna Be - Dänemark - 2019: für die Single White Iverson - 2019: für die Single Jackie Chan - 2019: für die Single Candy Paint - 2020: für die Single Go Flex - 2020: für die Single Goodbyes - 2023: für das Lied Hollywood’s Bleeding - 2024: für das Album Twelve Carat Toothache - 2024: für die Single I Had Some Help - 2025: für das Lied I Like You (A Happier Song) - Deutschland - 2021: für die Single Better Now - 2024: für die Single Sunflower - 2025: für die Single Circles - Frankreich - 2020: für die Single Better Now - 2021: für das Album Beerbongs & Bentleys - 2022: für die Single Congratulations - 2023: für das Album Hollywood’s Bleeding - 2023: für die Single Wow - 2024: für die Single Jackie Chan - 2024: für die Single Goodbyes - Griechenland - 2023: für die Single Sunflower - Italien - 2018: für die Single Congratulations - 2018: für die Single Psycho - 2018: für die Single Better Now - 2019: für die Single Wow - 2020: für das Album Beerbongs & Bentleys - 2020: für die Single Goodbyes - 2024: für das Album Stoney - Kanada - 2019: für das Lied Sugar Wraith - 2019: für das Lied Blame It on Me - 2019: für das Lied Otherside - 2019: für das Lied Takin’ Shots - 2019: für das Lied Zack and Codeine - 2019: für das Lied Money Made Me Do It - 2019: für das Lied Leave - 2019: für die Single Patient - 2019: für das Lied Big Lie - 2021: für das Lied A Thousand Bad Times - 2021: für das Lied I’m Gonna Be - 2021: für das Lied Staring at the Sun - 2021: für das Lied Feel - 2022: für die Single Tommy Lee - 2023: für das Lied Broken Whiskey Glass - 2023: für die Single Allergic - 2023: für das Lied Yours Truly, Austin Post - 2023: für das Lied Up There - 2023: für die Single Cooped Up - 2023: für das Album Twelve Carat Toothache - 2023: für das Lied Myself - Malaysia - 2020: für die Single Circles - Mexiko - 2018: für das Album Stoney - 2018: für das Album Beerbongs & Bentleys - 2019: für die Single Jackie Chan - Neuseeland - 2018: für die Single Homemade Dynamite (Remix) - 2020: für das Lied No Option - 2020: für das Lied Paranoid - 2020: für die Single Ball for Me - 2020: für das Lied Stay - 2021: für das Lied Feeling Whitney - 2022: für das Lied I Like You (A Happier Song) - 2023: für das Album Twelve Carat Toothache - 2023: für die Single Enemies - 2023: für das Lied Rich & Sad - 2024: für das Lied 92 Explorer - 2025: für das Album F-1 Trillion - Niederlande - 2019: für das Album Beerbongs & Bentleys - 2019: für die Single Psycho - Norwegen - 2018: für die Single Psycho - 2018: für das Lied Better Now - 2018: für die Single Jackie Chan - Polen - 2020: für die Single Wow - 2021: für die Single Goodbyes - 2023: für das Album Stoney - 2024: für die Single Fortnight - Portugal - 2020: für die Single Go Flex - 2020: für die Single White Iverson - 2022: für das Album Beerbongs & Bentleys - 2022: für das Lied Stay - 2023: für das Lied I Like You (A Happier Song) - 2024: für die Single Fortnight - Österreich - 2021: für die Single Better Now - 2021: für die Single Circles - Schweden - 2018: für die Single Candy Paint - 2018: für das Album Stoney - 2018: für die Single Better Now - 2018: für die Single Psycho - 2023: für die Single One Right Now - Schweiz - 2025: für die Single Fortnight - Singapur - 2019: für das Album Beerbongs & Bentleys - Spanien - 2024: für die Single Better Now - 2024: für die Single Wow - 2024: für die Single Congratulations - 2025: für die Single Fortnight - Vereinigte Staaten - 2017: für die Single Deja Vu - 2018: für das Lied No Option - 2019: für das Lied Paranoid - 2019: für das Lied Rich & Sad - 2019: für das Lied Spoil My Night - 2019: für das Lied Stay - 2021: für das Lied Big Lie - 2021: für das Lied Die for Me - 2021: für das Lied Feel - 2021: für das Lied Feeling Whitney - 2021: für das Lied Hollywood’s Bleeding - 2021: für das Lied Money Made Me Do It - 2021: für das Lied On the Road - 2021: für das Lied Saint-Tropez - 2021: für das Lied Same Bitches - 2021: für das Lied Takin’ Shots - 2021: für das Lied Zack and Codeine - 2021: für die Single Patient - 2021: für die Single Enemies - 2021: für das Lied Celebrate - 2021: für die Single Wolves - 2022: für die Single Tommy Lee - 2022: für das Lied Sugar Wraith - 2022: für das Lied Otherside - 2022: für das Lied Staring at the Sun - 2022: für das Lied Up There - 2022: für das Lied A Thousand Bad Times - 2022: für die Single Allergic - 2022: für das Lied Blame It on Me - 2022: für das Lied I’m Gonna Be - 2022: für das Lied Notice Me - 2023: für das Lied Leave - 2023: für das Lied Yours Truly, Austin Post - 2024: für das Album F-1 Trillion - 2024: für die Single Pour Me a Drink - Vereinigtes Königreich - 2019: für die Single White Iverson - 2020: für die Single Goodbyes - 2020: für die Single Go Flex - 2020: für die Single Candy Paint - 2024: für die Single Fortnight - 2024: für das Album The Diamond Collection - 2024: für die Single Chemical - 2025: für die Single Take What You Want - Mexiko - 2018: für die Single Congratulations | - Australien - 2021: für das Album Hollywood’s Bleeding - 2021: für das Album Stoney - 2024: für das Lied Stay - 2024: für die Single Deja Vu - 2024: für die Single Ball for Me - 2024: für die Single Fortnight - 2024: für das Lied Hollywood’s Bleeding - 2024: für die Single Take What You Want - Belgien - 2018: für die Single Rockstar - Brasilien - 2024: für die Single Go Flex - 2024: für das Lied I Like You (A Happier Song) - 2024: für das Lied Stay - 2024: für die Single White Iverson - 2025: für die Single I Had Some Help - Dänemark - 2021: für die Single Wow - 2022: für die Single Psycho - 2022: für die Single Congratulations - 2025: für die Single I Fall Apart - Italien - 2019: für die Single Jackie Chan - 2021: für die Single Circles - 2023: für die Single Sunflower - 2024: für das Album Hollywood’s Bleeding - Kanada - 2019: für das Lied Paranoid - 2019: für die Single Deja Vu - 2021: für das Lied Hollywood’s Bleeding - 2021: für das Lied Saint-Tropez - 2021: für das Lied Over Now - 2021: für das Lied Rich & Sad - 2021: für das Lied Spoil My Night - 2021: für das Lied No Option - 2021: für das Lied 92 Explorer - 2021: für das Lied Same Bitches - 2023: für das Lied Die for Me - 2023: für das Lied On the Road - 2023: für die Single Too Young - 2023: für die Single Motley Crew - 2025: für die Single Homemade Dynamite (Remix) - Mexiko - 2019: für die Single Better Now - 2019: für die Single Psycho - Neuseeland - 2024: für die Single Deja Vu - 2025: für das Album The Diamond Collection - 2025: für die Single Fortnight - Niederlande - 2019: für die Single Better Now - Polen - 2020: für die Single Congratulations - 2021: für die Single Better Now - 2023: für das Album Beerbongs & Bentleys - Portugal - 2020: für die Single Goodbyes - 2020: für die Single I Fall Apart - 2020: für die Single Psycho - Schweden - 2018: für die Single I Fall Apart - 2018: für die Single Go Flex - 2018: für die Single Jackie Chan - 2019: für das Album Beerbongs & Bentleys - Singapur - 2020: für das Album Hollywood’s Bleeding - Spanien - 2024: für die Single Rockstar - 2024: für die Single Sunflower - 2024: für die Single Circles - Vereinigte Staaten - 2021: für die Single Fade - 2021: für die Single Take What You Want - 2021: für die Single Too Young - 2022: für die Single Jackie Chan - 2023: für das Lied 92 Explorer - 2023: für das Lied Over Now - 2024: für die Single Dial Drunk - Vereinigtes Königreich - 2020: für die Single Psycho - 2020: für die Single Congratulations - 2022: für das Album Beerbongs & Bentleys - 2024: für das Album Hollywood’s Bleeding - 2024: für die Single Jackie Chan - 2025: für die Single I Had Some Help - 2025: für das Album Stoney - Mexiko - 2019: für die Single Rockstar - Australien - 2021: für das Album Beerbongs & Bentleys - 2024: für die Single Chemical - 2024: für die Single One Right Now - Brasilien - 2020: für das Album Hollywood’s Bleeding - 2024: für das Lied Hollywood’s Bleeding - 2024: für die Single One Right Now - 2024: für das Lied Saint-Tropez - 2025: für die Single Chemical - Dänemark - 2023: für die Single Sunflower - 2023: für die Single Better Now - 2024: für die Single Circles - Deutschland - 2023: für die Single Rockstar - Finnland - 2022: für das Album Hollywood’s Bleeding - Kanada - 2023: für die Single Enemies - 2023: für das Lied Stay - 2023: für das Lied Feeling Whitney - 2023: für die Single One Right Now - 2023: für das Lied I Like You (A Happier Song) - Neuseeland - 2022: für die Single White Iverson - 2023: für die Single Jackie Chan - 2023: für die Single Goodbyes - 2025: für die Single I Had Some Help - Norwegen - 2018: für das Album Beerbongs & Bentleys - Polen - 2021: für die Single Circles - 2021: für die Single Jackie Chan - 2021: für die Single Sunflower - 2023: für die Single Rockstar - 2023: für das Album Hollywood’s Bleeding - Portugal - 2020: für die Single Congratulations - 2022: für die Single Wow - Schweden - 2018: für die Single Congratulations - Vereinigte Staaten - 2021: für die Single Candy Paint - 2021: für die Single Goodbyes - 2023: für die Single Ball for Me - Vereinigtes Königreich - 2023: für die Single Better Now - 2024: für die Single Circles - 2024: für die Single I Fall Apart - 2024: für die Single Wow - Australien - 2024: für die Single White Iverson - Dänemark - 2022: für die Single Rockstar - Italien - 2019: für die Single Rockstar - Kanada - 2021: für die Single Ball for Me - Neuseeland - 2022: für die Single Candy Paint - 2024: für die Single Go Flex - Niederlande - 2019: für die Single Rockstar - Norwegen - 2018: für die Single Rockstar - Portugal - 2022: für die Single Circles - 2022: für die Single Better Now - Vereinigte Staaten - 2022: für das Album Hollywood’s Bleeding - Vereinigtes Königreich - 2022: für die Single Rockstar - Australien - 2024: für die Single Candy Paint - 2024: für die Single Go Flex - 2024: für das Lied I Like You (A Happier Song) - 2025: für die Single Homemade Dynamite (Remix) - Dänemark - 2024: für das Album Hollywood’s Bleeding - 2025: für das Album Stoney - Finnland - 2022: für das Album Beerbongs & Bentleys - Kanada - 2023: für die Single Take What You Want - Neuseeland - 2023: für die Single Psycho - 2024: für das Album Hollywood’s Bleeding - Portugal - 2023: für die Single Sunflower - Vereinigte Staaten - 2021: für das Album Beerbongs & Bentleys - 2021: für das Album Stoney - 2024: für die Single I Had Some Help - Vereinigtes Königreich - 2024: für die Single Sunflower - Australien - 2024: für die Single Goodbyes - Dänemark - 2024: für das Album Beerbongs & Bentleys - Kanada - 2023: für die Single Candy Paint - 2023: für das Album Stoney - Neuseeland - 2023: für das Album Stoney - 2024: für das Lied Better Now - 2024: für die Single Congratulations - 2025: für die Single Wow - Portugal - 2022: für die Single Rockstar - Vereinigte Staaten - 2022: für die Single Go Flex - Kanada - 2023: für die Single Go Flex - 2023: für die Single White Iverson - 2023: für die Single Goodbyes - 2023: für die Single Jackie Chan - Neuseeland - 2024: für das Album Beerbongs & Bentleys - Schweden - 2018: für die Single Rockstar - Australien - 2025: für die Single I Had Some Help - Kanada - 2023: für das Album Beerbongs & Bentleys - 2023: für das Album Hollywood’s Bleeding - Neuseeland - 2023: für die Single I Fall Apart - 2025: für die Single Circles - Australien - 2024: für die Single Psycho - Finnland - 2022: für die Single Rockstar - Neuseeland - 2024: für die Single Rockstar - Australien - 2024: für die Single Better Now - 2024: für die Single Congratulations - 2024: für die Single Wow - Neuseeland - 2025: für die Single Sunflower - Australien - 2024: für die Single I Fall Apart - Australien - 2024: für die Single Rockstar - Vereinigte Staaten - 2022: für die Single Congratulations - Australien - 2024: für die Single Circles - Australien - 2024: für die Single Sunflower - Brasilien - 2024: für die Single Psycho - 2024: für die Single Take What You Want - 2024: für die Single Jackie Chan - 2025: für die Single Fortnight - Frankreich - 2018: für die Single Rockstar - 2025: für die Single Sunflower - 2025: für die Single Circles - Kanada - 2019: für die Single Rockstar - 2021: für die Single Sunflower - 2021: für die Single Wow - 2021: für die Single Better Now - 2021: für die Single Congratulations - 2023: für die Single I Fall Apart - 2023: für die Single Circles - 2023: für die Single Psycho - Mexiko - 2019: für die Single Rockstar - 2019: für die Single Sunflower - Vereinigte Staaten - 2020: für die Single Rockstar - 2022: für die Single Psycho - 2022: für die Single White Iverson - 2023: für die Single Better Now - 2023: für die Single Circles - 2023: für die Single I Fall Apart - 2024: für die Single Wow - Brasilien - 2024: für die Single Wow - 2024: für die Single Goodbyes - Vereinigte Staaten - 2024: für die Single Sunflower - Brasilien - 2024: für die Single Congratulations - 2024: für die Single Rockstar - 2024: für die Single Better Now - Brasilien - 2024: für die Single Circles - Brasilien - 2024: für die Single Sunflower - 2025: für das Album The Diamond Collection |

## Auszeichnungen nach Alben

### Stoney
| Land/Region                  | Auszeichnungen für Musikverkäufe (Land/Region, Auszeichnung, Verkäufe) | Verkäufe  |
| ---------------------------- | ---------------------------------------------------------------------- | --------- |
| Australien (ARIA)            | 2× Platin                                                              | 140.000   |
| Brasilien (PMB)              | Gold                                                                   | 20.000    |
| Dänemark (IFPI)              | 5× Platin                                                              | 100.000   |
| Deutschland (BVMI)           | Gold                                                                   | 100.000   |
| Frankreich (SNEP)            | Gold                                                                   | 50.000    |
| Italien (FIMI)               | Platin                                                                 | 50.000    |
| Kanada (MC)                  | 6× Platin                                                              | 480.000   |
| Mexiko (AMPROFON)            | Platin                                                                 | 60.000    |
| Neuseeland (RMNZ)            | 6× Platin                                                              | 90.000    |
| Österreich (IFPI)            | Gold                                                                   | 7.500     |
| Polen (ZPAV)                 | Platin                                                                 | 20.000    |
| Portugal (AFP)               | Gold                                                                   | 3.500     |
| Schweden (IFPI)              | Platin                                                                 | 30.000    |
| Singapur (RIAS)              | Gold                                                                   | 5.000     |
| Vereinigte Staaten (RIAA)    | 5× Platin                                                              | 5.000.000 |
| Vereinigtes Königreich (BPI) | 2× Platin                                                              | 600.000   |
| Insgesamt                    | 6× Gold · 30× Platin ·                                                 | 6.756.000 |

### Beerbongs & Bentleys
| Land/Region                  | Auszeichnungen für Musikverkäufe (Land/Region, Auszeichnung, Verkäufe) | Verkäufe  |
| ---------------------------- | ---------------------------------------------------------------------- | --------- |
| Australien (ARIA)            | 3× Platin                                                              | 210.000   |
| Belgien (BRMA)               | Gold                                                                   | 10.000    |
| Brasilien (PMB)              | Platin                                                                 | 40.000    |
| Dänemark (IFPI)              | 6× Platin                                                              | 120.000   |
| Deutschland (BVMI)           | Gold                                                                   | 100.000   |
| Finnland (IFPI)              | 5× Platin                                                              | 100.000   |
| Frankreich (SNEP)            | Platin                                                                 | 100.000   |
| Italien (FIMI)               | Platin                                                                 | 50.000    |
| Kanada (MC)                  | 8× Platin                                                              | 640.000   |
| Malaysia (RIM)               | Gold                                                                   | 5.000     |
| Mexiko (AMPROFON)            | Platin                                                                 | 60.000    |
| Neuseeland (RMNZ)            | 7× Platin                                                              | 105.000   |
| Niederlande (NVPI)           | Platin                                                                 | 40.000    |
| Norwegen (IFPI)              | 3× Platin                                                              | 60.000    |
| Polen (ZPAV)                 | 2× Platin                                                              | 40.000    |
| Portugal (AFP)               | Platin                                                                 | 15.000    |
| Schweden (IFPI)              | 2× Platin                                                              | 60.000    |
| Singapur (RIAS)              | Platin                                                                 | 10.000    |
| Vereinigte Staaten (RIAA)    | 5× Platin                                                              | 5.000.000 |
| Vereinigtes Königreich (BPI) | 2× Platin                                                              | 600.000   |
| Insgesamt                    | 3× Gold · 50× Platin ·                                                 | 7.365.000 |

### Hollywood’s Bleeding
| Land/Region                  | Auszeichnungen für Musikverkäufe (Land/Region, Auszeichnung, Verkäufe) | Verkäufe  |
| ---------------------------- | ---------------------------------------------------------------------- | --------- |
| Australien (ARIA)            | 2× Platin                                                              | 140.000   |
| Brasilien (PMB)              | 3× Platin                                                              | 120.000   |
| Dänemark (IFPI)              | 5× Platin                                                              | 100.000   |
| Deutschland (BVMI)           | Gold                                                                   | 100.000   |
| Finnland (IFPI)              | 3× Platin                                                              | 60.000    |
| Frankreich (SNEP)            | Platin                                                                 | 100.000   |
| Italien (FIMI)               | 2× Platin                                                              | 100.000   |
| Kanada (MC)                  | 8× Platin                                                              | 640.000   |
| Neuseeland (RMNZ)            | 5× Platin                                                              | 75.000    |
| Polen (ZPAV)                 | 3× Platin                                                              | 60.000    |
| Portugal (AFP)               | Gold                                                                   | 7.500     |
| Singapur (RIAS)              | 2× Platin                                                              | 20.000    |
| Vereinigte Staaten (RIAA)    | 4× Platin                                                              | 4.000.000 |
| Vereinigtes Königreich (BPI) | 2× Platin                                                              | 600.000   |
| Insgesamt                    | 2× Gold · 40× Platin ·                                                 | 6.112.500 |

### Twelve Carat Toothache
| Land/Region                  | Auszeichnungen für Musikverkäufe (Land/Region, Auszeichnung, Verkäufe) | Verkäufe |
| ---------------------------- | ---------------------------------------------------------------------- | -------- |
| Australien (ARIA)            | Gold                                                                   | 35.000   |
| Belgien (BRMA)               | Gold                                                                   | 10.000   |
| Dänemark (IFPI)              | Platin                                                                 | 20.000   |
| Kanada (MC)                  | Platin                                                                 | 80.000   |
| Neuseeland (RMNZ)            | Platin                                                                 | 15.000   |
| Polen (ZPAV)                 | Gold                                                                   | 10.000   |
| Schweden (IFPI)              | Gold                                                                   | 15.000   |
| Vereinigtes Königreich (BPI) | Gold                                                                   | 100.000  |
| Insgesamt                    | 5× Gold · 3× Platin ·                                                  | 285.000  |

### The Diamond Collection
| Land/Region                  | Auszeichnungen für Musikverkäufe (Land/Region, Auszeichnung, Verkäufe) | Verkäufe  |
| ---------------------------- | ---------------------------------------------------------------------- | --------- |
| Brasilien (PMB)              | 5× Diamant                                                             | 800.000   |
| Neuseeland (RMNZ)            | 2× Platin                                                              | 30.000    |
| Vereinigtes Königreich (BPI) | Platin                                                                 | 300.000   |
| Insgesamt                    | 3× Platin · 5× Diamant ·                                               | 1.130.000 |

### Austin
| Land/Region                  | Auszeichnungen für Musikverkäufe (Land/Region, Auszeichnung, Verkäufe) | Verkäufe |
| ---------------------------- | ---------------------------------------------------------------------- | -------- |
| Dänemark (IFPI)              | Gold                                                                   | 10.000   |
| Neuseeland (RMNZ)            | Gold                                                                   | 7.500    |
| Niederlande (NVPI)           | Gold                                                                   | 15.000   |
| Vereinigtes Königreich (BPI) | Silber                                                                 | 60.000   |
| Insgesamt                    | 1× Silber · 3× Gold ·                                                  | 92.500   |

### F-1 Trillion
| Land/Region                  | Auszeichnungen für Musikverkäufe (Land/Region, Auszeichnung, Verkäufe) | Verkäufe  |
| ---------------------------- | ---------------------------------------------------------------------- | --------- |
| Australien (ARIA)            | Gold                                                                   | 35.000    |
| Brasilien (PMB)              | Gold                                                                   | 20.000    |
| Dänemark (IFPI)              | Gold                                                                   | 10.000    |
| Neuseeland (RMNZ)            | Platin                                                                 | 15.000    |
| Vereinigte Staaten (RIAA)    | Platin                                                                 | 1.000.000 |
| Vereinigtes Königreich (BPI) | Gold                                                                   | 100.000   |
| Insgesamt                    | 4× Gold · 2× Platin ·                                                  | 1.180.000 |

## Auszeichnungen nach Singles

### White Iverson
| Land/Region                  | Auszeichnungen für Musikverkäufe (Land/Region, Auszeichnung, Verkäufe) | Verkäufe   |
| ---------------------------- | ---------------------------------------------------------------------- | ---------- |
| Australien (ARIA)            | 4× Platin                                                              | 280.000    |
| Brasilien (PMB)              | 2× Platin                                                              | 120.000    |
| Dänemark (IFPI)              | Platin                                                                 | 90.000     |
| Deutschland (BVMI)           | Gold                                                                   | 200.000    |
| Italien (FIMI)               | Gold                                                                   | 25.000     |
| Kanada (MC)                  | 7× Platin                                                              | 560.000    |
| Neuseeland (RMNZ)            | 3× Platin                                                              | 90.000     |
| Portugal (AFP)               | Platin                                                                 | 10.000     |
| Spanien (Promusicae)         | Gold                                                                   | 30.000     |
| Vereinigte Staaten (RIAA)    | Diamant                                                                | 10.000.000 |
| Vereinigtes Königreich (BPI) | Platin                                                                 | 600.000    |
| Insgesamt                    | 3× Gold · 19× Platin · 1× Diamant ·                                    | 12.005.000 |

### Too Young
| Land/Region                  | Auszeichnungen für Musikverkäufe (Land/Region, Auszeichnung, Verkäufe) | Verkäufe  |
| ---------------------------- | ---------------------------------------------------------------------- | --------- |
| Australien (ARIA)            | Platin                                                                 | 70.000    |
| Brasilien (PMB)              | Platin                                                                 | 60.000    |
| Kanada (MC)                  | 2× Platin                                                              | 160.000   |
| Neuseeland (RMNZ)            | Gold                                                                   | 15.000    |
| Portugal (AFP)               | Gold                                                                   | 5.000     |
| Vereinigte Staaten (RIAA)    | 2× Platin                                                              | 2.000.000 |
| Vereinigtes Königreich (BPI) | Silber                                                                 | 200.000   |
| Insgesamt                    | 1× Silber · 2× Gold · 6× Platin ·                                      | 2.510.000 |

### Patient
| Land/Region                  | Auszeichnungen für Musikverkäufe (Land/Region, Auszeichnung, Verkäufe) | Verkäufe  |
| ---------------------------- | ---------------------------------------------------------------------- | --------- |
| Australien (ARIA)            | Platin                                                                 | 70.000    |
| Dänemark (IFPI)              | Gold                                                                   | 45.000    |
| Kanada (MC)                  | Platin                                                                 | 80.000    |
| Neuseeland (RMNZ)            | Gold                                                                   | 15.000    |
| Vereinigte Staaten (RIAA)    | Platin                                                                 | 1.000.000 |
| Vereinigtes Königreich (BPI) | Silber                                                                 | 200.000   |
| Insgesamt                    | 1× Silber · 2× Gold · 3× Platin ·                                      | 1.410.000 |

### Go Flex
| Land/Region                  | Auszeichnungen für Musikverkäufe (Land/Region, Auszeichnung, Verkäufe) | Verkäufe  |
| ---------------------------- | ---------------------------------------------------------------------- | --------- |
| Australien (ARIA)            | 5× Platin                                                              | 350.000   |
| Brasilien (PMB)              | 2× Platin                                                              | 120.000   |
| Dänemark (IFPI)              | Platin                                                                 | 90.000    |
| Deutschland (BVMI)           | Gold                                                                   | 200.000   |
| Frankreich (SNEP)            | Gold                                                                   | 100.000   |
| Italien (FIMI)               | Gold                                                                   | 25.000    |
| Kanada (MC)                  | 7× Platin                                                              | 560.000   |
| Neuseeland (RMNZ)            | 4× Platin                                                              | 120.000   |
| Polen (ZPAV)                 | Gold                                                                   | 25.000    |
| Portugal (AFP)               | Platin                                                                 | 10.000    |
| Schweden (IFPI)              | 2× Platin                                                              | 160.000   |
| Vereinigte Staaten (RIAA)    | 6× Platin                                                              | 6.000.000 |
| Vereinigtes Königreich (BPI) | Platin                                                                 | 600.000   |
| Insgesamt                    | 4× Gold · 29× Platin ·                                                 | 8.360.000 |

### Deja Vu
| Land/Region                  | Auszeichnungen für Musikverkäufe (Land/Region, Auszeichnung, Verkäufe) | Verkäufe  |
| ---------------------------- | ---------------------------------------------------------------------- | --------- |
| Australien (ARIA)            | 2× Platin                                                              | 140.000   |
| Dänemark (IFPI)              | Gold                                                                   | 45.000    |
| Kanada (MC)                  | 2× Platin                                                              | 160.000   |
| Neuseeland (RMNZ)            | 2× Platin                                                              | 60.000    |
| Vereinigte Staaten (RIAA)    | Platin                                                                 | 1.000.000 |
| Vereinigtes Königreich (BPI) | Silber                                                                 | 200.000   |
| Insgesamt                    | 1× Silber · 1× Gold · 7× Platin ·                                      | 1.605.000 |

### Fade
| Land/Region                  | Auszeichnungen für Musikverkäufe (Land/Region, Auszeichnung, Verkäufe) | Verkäufe  |
| ---------------------------- | ---------------------------------------------------------------------- | --------- |
| Frankreich (SNEP)            | Gold                                                                   | 100.000   |
| Vereinigte Staaten (RIAA)    | 2× Platin                                                              | 2.000.000 |
| Vereinigtes Königreich (BPI) | Gold                                                                   | 400.000   |
| Insgesamt                    | 2× Gold · 2× Platin ·                                                  | 2.500.000 |

### Congratulations
| Land/Region                  | Auszeichnungen für Musikverkäufe (Land/Region, Auszeichnung, Verkäufe) | Verkäufe   |
| ---------------------------- | ---------------------------------------------------------------------- | ---------- |
| Australien (ARIA)            | 10× Platin                                                             | 700.000    |
| Brasilien (PMB)              | 3× Diamant                                                             | 750.000    |
| Dänemark (IFPI)              | 2× Platin                                                              | 180.000    |
| Deutschland (BVMI)           | Gold                                                                   | 200.000    |
| Frankreich (SNEP)            | Platin                                                                 | 200.000    |
| Italien (FIMI)               | Platin                                                                 | 50.000     |
| Kanada (MC)                  | Diamant                                                                | 800.000    |
| Mexiko (AMPROFON)            | 3× Gold                                                                | 90.000     |
| Neuseeland (RMNZ)            | 6× Platin                                                              | 180.000    |
| Polen (ZPAV)                 | 2× Platin                                                              | 40.000     |
| Portugal (AFP)               | 3× Platin                                                              | 30.000     |
| Schweden (IFPI)              | 3× Platin                                                              | 240.000    |
| Spanien (Promusicae)         | Platin                                                                 | 60.000     |
| Vereinigte Staaten (RIAA)    | 14× Platin                                                             | 14.000.000 |
| Vereinigtes Königreich (BPI) | 2× Platin                                                              | 1.200.000  |
| Insgesamt                    | 2× Gold · 36× Platin · 5× Diamant ·                                    | 18.720.000 |

### Candy Paint
| Land/Region                  | Auszeichnungen für Musikverkäufe (Land/Region, Auszeichnung, Verkäufe) | Verkäufe  |
| ---------------------------- | ---------------------------------------------------------------------- | --------- |
| Australien (ARIA)            | 5× Platin                                                              | 350.000   |
| Brasilien (PMB)              | Gold                                                                   | 20.000    |
| Dänemark (IFPI)              | Platin                                                                 | 90.000    |
| Italien (FIMI)               | Gold                                                                   | 25.000    |
| Kanada (MC)                  | 6× Platin                                                              | 480.000   |
| Neuseeland (RMNZ)            | 4× Platin                                                              | 120.000   |
| Niederlande (NVPI)           | Gold                                                                   | 40.000    |
| Portugal (AFP)               | Gold                                                                   | 5.000     |
| Schweden (IFPI)              | Platin                                                                 | 80.000    |
| Vereinigte Staaten (RIAA)    | 3× Platin                                                              | 3.000.000 |
| Vereinigtes Königreich (BPI) | Platin                                                                 | 600.000   |
| Insgesamt                    | 4× Gold · 21× Platin ·                                                 | 4.810.000 |

### Rockstar
| Land/Region                  | Auszeichnungen für Musikverkäufe (Land/Region, Auszeichnung, Verkäufe) | Verkäufe   |
| ---------------------------- | ---------------------------------------------------------------------- | ---------- |
| Australien (ARIA)            | 14× Platin                                                             | 980.000    |
| Belgien (BRMA)               | 2× Platin                                                              | 60.000     |
| Brasilien (PMB)              | 3× Diamant                                                             | 480.000    |
| Dänemark (IFPI)              | 4× Platin                                                              | 360.000    |
| Deutschland (BVMI)           | 3× Platin                                                              | 1.200.000  |
| Finnland (IFPI)              | 9× Platin                                                              | 360.000    |
| Frankreich (SNEP)            | Diamant                                                                | 233.333    |
| Italien (FIMI)               | 4× Platin                                                              | 200.000    |
| Kanada (MC)                  | Diamant                                                                | 800.000    |
| Mexiko (AMPROFON)            | Diamant · + 5× Gold                                                    | 450.000    |
| Neuseeland (RMNZ)            | 9× Platin                                                              | 270.000    |
| Niederlande (NVPI)           | 4× Platin                                                              | 320.000    |
| Norwegen (IFPI)              | 4× Platin                                                              | 240.000    |
| Österreich (IFPI)            | Gold                                                                   | 15.000     |
| Polen (ZPAV)                 | 3× Platin                                                              | 150.000    |
| Portugal (AFP)               | 6× Platin                                                              | 60.000     |
| Schweden (IFPI)              | 7× Platin                                                              | 560.000    |
| Spanien (Promusicae)         | 2× Platin                                                              | 120.000    |
| Vereinigte Staaten (RIAA)    | Diamant                                                                | 10.000.000 |
| Vereinigtes Königreich (BPI) | 4× Platin                                                              | 2.400.000  |
| Insgesamt                    | 2× Gold · 77× Platin · 7× Diamant ·                                    | 19.248.333 |

### Homemade Dynamite (Remix)
| Land/Region       | Auszeichnungen für Musikverkäufe (Land/Region, Auszeichnung, Verkäufe) | Verkäufe |
| ----------------- | ---------------------------------------------------------------------- | -------- |
| Australien (ARIA) | 5× Platin                                                              | 350.000  |
| Kanada (MC)       | 2× Platin                                                              | 160.000  |
| Neuseeland (RMNZ) | Platin                                                                 | 30.000   |
| Insgesamt         | 8× Platin ·                                                            | 540.000  |

### I Fall Apart
| Land/Region                  | Auszeichnungen für Musikverkäufe (Land/Region, Auszeichnung, Verkäufe) | Verkäufe   |
| ---------------------------- | ---------------------------------------------------------------------- | ---------- |
| Australien (ARIA)            | 13× Platin                                                             | 910.000    |
| Brasilien (PMB)              | Platin                                                                 | 60.000     |
| Dänemark (IFPI)              | 2× Platin                                                              | 180.000    |
| Deutschland (BVMI)           | Gold                                                                   | 200.000    |
| Frankreich (SNEP)            | Gold                                                                   | 100.000    |
| Italien (FIMI)               | Gold                                                                   | 25.000     |
| Kanada (MC)                  | Diamant                                                                | 800.000    |
| Neuseeland (RMNZ)            | 8× Platin                                                              | 240.000    |
| Polen (ZPAV)                 | Gold                                                                   | 25.000     |
| Portugal (AFP)               | 2× Platin                                                              | 20.000     |
| Schweden (IFPI)              | 2× Platin                                                              | 160.000    |
| Spanien (Promusicae)         | Gold                                                                   | 30.000     |
| Vereinigte Staaten (RIAA)    | Diamant                                                                | 10.000.000 |
| Vereinigtes Königreich (BPI) | 3× Platin                                                              | 1.800.000  |
| Insgesamt                    | 5× Gold · 31× Platin · 2× Diamant ·                                    | 14.550.000 |

### Psycho
| Land/Region                  | Auszeichnungen für Musikverkäufe (Land/Region, Auszeichnung, Verkäufe) | Verkäufe   |
| ---------------------------- | ---------------------------------------------------------------------- | ---------- |
| Australien (ARIA)            | 9× Platin                                                              | 630.000    |
| Belgien (BRMA)               | Gold                                                                   | 15.000     |
| Brasilien (PMB)              | Diamant                                                                | 160.000    |
| Dänemark (IFPI)              | 2× Platin                                                              | 180.000    |
| Deutschland (BVMI)           | Gold                                                                   | 200.000    |
| Italien (FIMI)               | Platin                                                                 | 50.000     |
| Kanada (MC)                  | Diamant                                                                | 800.000    |
| Mexiko (AMPROFON)            | 2× Platin                                                              | 120.000    |
| Neuseeland (RMNZ)            | 5× Platin                                                              | 150.000    |
| Niederlande (NVPI)           | Platin                                                                 | 80.000     |
| Norwegen (IFPI)              | Platin                                                                 | 60.000     |
| Polen (ZPAV)                 | Gold                                                                   | 25.000     |
| Portugal (AFP)               | 2× Platin                                                              | 20.000     |
| Schweden (IFPI)              | Platin                                                                 | 80.000     |
| Spanien (Promusicae)         | Gold                                                                   | 30.000     |
| Vereinigte Staaten (RIAA)    | Diamant                                                                | 10.000.000 |
| Vereinigtes Königreich (BPI) | 2× Platin                                                              | 1.200.000  |
| Insgesamt                    | 4× Gold · 26× Platin · 3× Diamant ·                                    | 13.800.000 |

### Ball for Me
| Land/Region                  | Auszeichnungen für Musikverkäufe (Land/Region, Auszeichnung, Verkäufe) | Verkäufe  |
| ---------------------------- | ---------------------------------------------------------------------- | --------- |
| Australien (ARIA)            | 2× Platin                                                              | 140.000   |
| Brasilien (PMB)              | Platin                                                                 | 40.000    |
| Kanada (MC)                  | 4× Platin                                                              | 320.000   |
| Neuseeland (RMNZ)            | Platin                                                                 | 30.000    |
| Vereinigte Staaten (RIAA)    | 3× Platin                                                              | 3.000.000 |
| Vereinigtes Königreich (BPI) | Gold                                                                   | 400.000   |
| Insgesamt                    | 1× Gold · 11× Platin ·                                                 | 3.930.000 |

### Better Now
| Land/Region                  | Auszeichnungen für Musikverkäufe (Land/Region, Auszeichnung, Verkäufe) | Verkäufe   |
| ---------------------------- | ---------------------------------------------------------------------- | ---------- |
| Australien (ARIA)            | 10× Platin                                                             | 700.000    |
| Belgien (BRMA)               | Platin                                                                 | 40.000     |
| Brasilien (PMB)              | 3× Diamant                                                             | 480.000    |
| Dänemark (IFPI)              | 3× Platin                                                              | 270.000    |
| Deutschland (BVMI)           | Platin                                                                 | 400.000    |
| Frankreich (SNEP)            | Platin                                                                 | 200.000    |
| Italien (FIMI)               | Platin                                                                 | 50.000     |
| Kanada (MC)                  | Diamant                                                                | 800.000    |
| Mexiko (AMPROFON)            | 2× Platin                                                              | 120.000    |
| Neuseeland (RMNZ)            | 6× Platin                                                              | 180.000    |
| Niederlande (NVPI)           | 2× Platin                                                              | 160.000    |
| Norwegen (IFPI)              | Platin                                                                 | 60.000     |
| Österreich (IFPI)            | Platin                                                                 | 30.000     |
| Polen (ZPAV)                 | 2× Platin                                                              | 100.000    |
| Portugal (AFP)               | 4× Platin                                                              | 40.000     |
| Schweden (IFPI)              | Platin                                                                 | 80.000     |
| Spanien (Promusicae)         | Platin                                                                 | 60.000     |
| Vereinigte Staaten (RIAA)    | Diamant                                                                | 10.000.000 |
| Vereinigtes Königreich (BPI) | 3× Platin                                                              | 1.800.000  |
| Insgesamt                    | 40× Platin · 5× Diamant ·                                              | 15.580.000 |

### Jackie Chan
| Land/Region                  | Auszeichnungen für Musikverkäufe (Land/Region, Auszeichnung, Verkäufe) | Verkäufe  |
| ---------------------------- | ---------------------------------------------------------------------- | --------- |
| Australien (ARIA)            | Platin                                                                 | 70.000    |
| Belgien (BRMA)               | Gold                                                                   | 20.000    |
| Brasilien (PMB)              | Diamant                                                                | 160.000   |
| Dänemark (IFPI)              | Platin                                                                 | 90.000    |
| Deutschland (BVMI)           | Gold                                                                   | 200.000   |
| Frankreich (SNEP)            | Platin                                                                 | 200.000   |
| Italien (FIMI)               | 2× Platin                                                              | 100.000   |
| Kanada (MC)                  | 7× Platin                                                              | 560.000   |
| Mexiko (AMPROFON)            | Platin                                                                 | 60.000    |
| Neuseeland (RMNZ)            | 3× Platin                                                              | 90.000    |
| Norwegen (IFPI)              | Platin                                                                 | 60.000    |
| Österreich (IFPI)            | Gold                                                                   | 15.000    |
| Polen (ZPAV)                 | 3× Platin                                                              | 150.000   |
| Portugal (AFP)               | Gold                                                                   | 5.000     |
| Schweden (IFPI)              | 2× Platin                                                              | 160.000   |
| Spanien (Promusicae)         | Gold                                                                   | 30.000    |
| Vereinigte Staaten (RIAA)    | 2× Platin                                                              | 2.000.000 |
| Vereinigtes Königreich (BPI) | 2× Platin                                                              | 1.200.000 |
| Insgesamt                    | 5× Gold · 26× Platin · 1× Diamant ·                                    | 5.170.000 |

### Sunflower
| Land/Region                  | Auszeichnungen für Musikverkäufe (Land/Region, Auszeichnung, Verkäufe) | Verkäufe   |
| ---------------------------- | ---------------------------------------------------------------------- | ---------- |
| Australien (ARIA)            | 20× Platin                                                             | 1.400.000  |
| Belgien (BRMA)               | Gold                                                                   | 20.000     |
| Brasilien (PMB)              | 5× Diamant                                                             | 800.000    |
| Dänemark (IFPI)              | 3× Platin                                                              | 270.000    |
| Deutschland (BVMI)           | Platin                                                                 | 600.000    |
| Frankreich (SNEP)            | Diamant                                                                | 333.333    |
| Griechenland (IFPI)          | Platin                                                                 | 20.000     |
| Italien (FIMI)               | 2× Platin                                                              | 200.000    |
| Kanada (MC)                  | Diamant                                                                | 800.000    |
| Mexiko (AMPROFON)            | Diamant                                                                | 300.000    |
| Neuseeland (RMNZ)            | 11× Platin                                                             | 330.000    |
| Polen (ZPAV)                 | 3× Platin                                                              | 150.000    |
| Portugal (AFP)               | 5× Platin                                                              | 50.000     |
| Spanien (Promusicae)         | 2× Platin                                                              | 120.000    |
| Vereinigte Staaten (RIAA)    | 2× Diamant                                                             | 20.000.000 |
| Vereinigtes Königreich (BPI) | 5× Platin                                                              | 3.000.000  |
| Insgesamt                    | 1× Gold · 53× Platin · 10× Diamant ·                                   | 28.393.333 |

### Wow
| Land/Region                  | Auszeichnungen für Musikverkäufe (Land/Region, Auszeichnung, Verkäufe) | Verkäufe   |
| ---------------------------- | ---------------------------------------------------------------------- | ---------- |
| Australien (ARIA)            | 10× Platin                                                             | 700.000    |
| Belgien (BRMA)               | Gold                                                                   | 20.000     |
| Brasilien (PMB)              | 2× Diamant                                                             | 320.000    |
| Dänemark (IFPI)              | 2× Platin                                                              | 180.000    |
| Deutschland (BVMI)           | Gold                                                                   | 200.000    |
| Frankreich (SNEP)            | Platin                                                                 | 200.000    |
| Italien (FIMI)               | Platin                                                                 | 50.000     |
| Kanada (MC)                  | Diamant                                                                | 800.000    |
| Neuseeland (RMNZ)            | 6× Platin                                                              | 180.000    |
| Polen (ZPAV)                 | Platin                                                                 | 20.000     |
| Portugal (AFP)               | 3× Platin                                                              | 30.000     |
| Spanien (Promusicae)         | Platin                                                                 | 60.000     |
| Vereinigte Staaten (RIAA)    | Diamant                                                                | 10.000.000 |
| Vereinigtes Königreich (BPI) | 3× Platin                                                              | 1.800.000  |
| Insgesamt                    | 2× Gold · 28× Platin · 4× Diamant ·                                    | 14.560.000 |

### Goodbyes
| Land/Region                  | Auszeichnungen für Musikverkäufe (Land/Region, Auszeichnung, Verkäufe) | Verkäufe  |
| ---------------------------- | ---------------------------------------------------------------------- | --------- |
| Australien (ARIA)            | 6× Platin                                                              | 420.000   |
| Belgien (BRMA)               | Gold                                                                   | 20.000    |
| Brasilien (PMB)              | 2× Diamant                                                             | 320.000   |
| Dänemark (IFPI)              | Platin                                                                 | 90.000    |
| Deutschland (BVMI)           | Gold                                                                   | 200.000   |
| Frankreich (SNEP)            | Platin                                                                 | 200.000   |
| Italien (FIMI)               | Platin                                                                 | 70.000    |
| Kanada (MC)                  | 7× Platin                                                              | 560.000   |
| Neuseeland (RMNZ)            | 3× Platin                                                              | 90.000    |
| Polen (ZPAV)                 | Platin                                                                 | 50.000    |
| Portugal (AFP)               | 2× Platin                                                              | 20.000    |
| Spanien (Promusicae)         | Gold                                                                   | 30.000    |
| Vereinigte Staaten (RIAA)    | 3× Platin                                                              | 3.000.000 |
| Vereinigtes Königreich (BPI) | Platin                                                                 | 600.000   |
| Insgesamt                    | 3× Gold · 26× Platin · 2× Diamant ·                                    | 5.670.000 |

### Circles
| Land/Region                  | Auszeichnungen für Musikverkäufe (Land/Region, Auszeichnung, Verkäufe) | Verkäufe   |
| ---------------------------- | ---------------------------------------------------------------------- | ---------- |
| Australien (ARIA)            | 16× Platin                                                             | 1.120.000  |
| Belgien (BRMA)               | Platin                                                                 | 40.000     |
| Brasilien (PMB)              | 4× Diamant                                                             | 640.000    |
| Dänemark (IFPI)              | 3× Platin                                                              | 270.000    |
| Deutschland (BVMI)           | Platin                                                                 | 600.000    |
| Frankreich (SNEP)            | Diamant                                                                | 333.333    |
| Italien (FIMI)               | 2× Platin                                                              | 140.000    |
| Kanada (MC)                  | Diamant                                                                | 800.000    |
| Malaysia (RIM)               | Platin                                                                 | 200.000    |
| Neuseeland (RMNZ)            | 8× Platin                                                              | 240.000    |
| Österreich (IFPI)            | Platin                                                                 | 30.000     |
| Polen (ZPAV)                 | 3× Platin                                                              | 150.000    |
| Portugal (AFP)               | 4× Platin                                                              | 40.000     |
| Spanien (Promusicae)         | 2× Platin                                                              | 120.000    |
| Vereinigte Staaten (RIAA)    | Diamant                                                                | 10.000.000 |
| Vereinigtes Königreich (BPI) | 3× Platin                                                              | 1.800.000  |
| Insgesamt                    | 45× Platin · 7× Diamant ·                                              | 16.523.333 |

### Enemies
| Land/Region                  | Auszeichnungen für Musikverkäufe (Land/Region, Auszeichnung, Verkäufe) | Verkäufe  |
| ---------------------------- | ---------------------------------------------------------------------- | --------- |
| Australien (ARIA)            | Platin                                                                 | 70.000    |
| Brasilien (PMB)              | Platin                                                                 | 40.000    |
| Dänemark (IFPI)              | Gold                                                                   | 45.000    |
| Kanada (MC)                  | 3× Platin                                                              | 240.000   |
| Neuseeland (RMNZ)            | Platin                                                                 | 30.000    |
| Portugal (AFP)               | Gold                                                                   | 5.000     |
| Vereinigte Staaten (RIAA)    | Platin                                                                 | 1.000.000 |
| Vereinigtes Königreich (BPI) | Silber                                                                 | 200.000   |
| Insgesamt                    | 1× Silber · 2× Gold · 7× Platin ·                                      | 1.630.000 |

### Allergic
| Land/Region               | Auszeichnungen für Musikverkäufe (Land/Region, Auszeichnung, Verkäufe) | Verkäufe  |
| ------------------------- | ---------------------------------------------------------------------- | --------- |
| Australien (ARIA)         | Gold                                                                   | 35.000    |
| Brasilien (PMB)           | Gold                                                                   | 20.000    |
| Kanada (MC)               | Platin                                                                 | 80.000    |
| Vereinigte Staaten (RIAA) | Platin                                                                 | 1.000.000 |
| Insgesamt                 | 2× Gold · 2× Platin ·                                                  | 1.135.000 |

### Writing on the Wall
| Land/Region               | Auszeichnungen für Musikverkäufe (Land/Region, Auszeichnung, Verkäufe) | Verkäufe |
| ------------------------- | ---------------------------------------------------------------------- | -------- |
| Kanada (MC)               | Gold                                                                   | 40.000   |
| Vereinigte Staaten (RIAA) | Gold                                                                   | 500.000  |
| Insgesamt                 | 2× Gold ·                                                              | 540.000  |

### Take What You Want
| Land/Region                  | Auszeichnungen für Musikverkäufe (Land/Region, Auszeichnung, Verkäufe) | Verkäufe  |
| ---------------------------- | ---------------------------------------------------------------------- | --------- |
| Australien (ARIA)            | 2× Platin                                                              | 140.000   |
| Brasilien (PMB)              | Diamant                                                                | 160.000   |
| Dänemark (IFPI)              | Gold                                                                   | 45.000    |
| Italien (FIMI)               | Gold                                                                   | 35.000    |
| Kanada (MC)                  | 5× Platin                                                              | 400.000   |
| Polen (ZPAV)                 | Gold                                                                   | 25.000    |
| Portugal (AFP)               | Gold                                                                   | 5.000     |
| Vereinigte Staaten (RIAA)    | 2× Platin                                                              | 2.000.000 |
| Vereinigtes Königreich (BPI) | Platin                                                                 | 600.000   |
| Insgesamt                    | 4× Gold · 10× Platin · 1× Diamant ·                                    | 3.410.000 |

### Wolves
| Land/Region               | Auszeichnungen für Musikverkäufe (Land/Region, Auszeichnung, Verkäufe) | Verkäufe  |
| ------------------------- | ---------------------------------------------------------------------- | --------- |
| Brasilien (PMB)           | Platin                                                                 | 40.000    |
| Vereinigte Staaten (RIAA) | Platin                                                                 | 1.000.000 |
| Insgesamt                 | 2× Platin ·                                                            | 1.040.000 |

### Tommy Lee
| Land/Region               | Auszeichnungen für Musikverkäufe (Land/Region, Auszeichnung, Verkäufe) | Verkäufe  |
| ------------------------- | ---------------------------------------------------------------------- | --------- |
| Kanada (MC)               | Platin                                                                 | 80.000    |
| Vereinigte Staaten (RIAA) | Platin                                                                 | 1.000.000 |
| Insgesamt                 | 2× Platin ·                                                            | 1.080.000 |

### Motley Crew
| Land/Region                  | Auszeichnungen für Musikverkäufe (Land/Region, Auszeichnung, Verkäufe) | Verkäufe |
| ---------------------------- | ---------------------------------------------------------------------- | -------- |
| Australien (ARIA)            | Platin                                                                 | 70.000   |
| Brasilien (PMB)              | Platin                                                                 | 40.000   |
| Kanada (MC)                  | 2× Platin                                                              | 160.000  |
| Polen (ZPAV)                 | Gold                                                                   | 25.000   |
| Vereinigtes Königreich (BPI) | Silber                                                                 | 200.000  |
| Insgesamt                    | 1× Silber · 1× Gold · 4× Platin ·                                      | 495.000  |

### One Right Now
| Land/Region                  | Auszeichnungen für Musikverkäufe (Land/Region, Auszeichnung, Verkäufe) | Verkäufe  |
| ---------------------------- | ---------------------------------------------------------------------- | --------- |
| Australien (ARIA)            | 3× Platin                                                              | 210.000   |
| Brasilien (PMB)              | 3× Platin                                                              | 120.000   |
| Dänemark (IFPI)              | Gold                                                                   | 45.000    |
| Finnland (IFPI)              | Gold                                                                   | 20.000    |
| Frankreich (SNEP)            | Gold                                                                   | 100.000   |
| Italien (FIMI)               | Gold                                                                   | 50.000    |
| Kanada (MC)                  | 3× Platin                                                              | 240.000   |
| Norwegen (IFPI)              | Gold                                                                   | 30.000    |
| Polen (ZPAV)                 | Gold                                                                   | 25.000    |
| Portugal (AFP)               | Gold                                                                   | 5.000     |
| Schweden (IFPI)              | Platin                                                                 | 80.000    |
| Spanien (Promusicae)         | Gold                                                                   | 30.000    |
| Vereinigtes Königreich (BPI) | Gold                                                                   | 400.000   |
| Insgesamt                    | 9× Gold · 10× Platin ·                                                 | 1.355.000 |

### Cooped Up
| Land/Region                  | Auszeichnungen für Musikverkäufe (Land/Region, Auszeichnung, Verkäufe) | Verkäufe |
| ---------------------------- | ---------------------------------------------------------------------- | -------- |
| Australien (ARIA)            | Platin                                                                 | 70.000   |
| Brasilien (PMB)              | Platin                                                                 | 40.000   |
| Kanada (MC)                  | Platin                                                                 | 80.000   |
| Portugal (AFP)               | Gold                                                                   | 5.000    |
| Vereinigtes Königreich (BPI) | Silber                                                                 | 200.000  |
| Insgesamt                    | 1× Silber · 1× Gold · 3× Platin ·                                      | 395.000  |

### Cooped Up / Return of the Mack
| Land/Region       | Auszeichnungen für Musikverkäufe (Land/Region, Auszeichnung, Verkäufe) | Verkäufe |
| ----------------- | ---------------------------------------------------------------------- | -------- |
| Neuseeland (RMNZ) | Gold                                                                   | 15.000   |
| Insgesamt         | 1× Gold ·                                                              | 15.000   |

### Chemical
| Land/Region                  | Auszeichnungen für Musikverkäufe (Land/Region, Auszeichnung, Verkäufe) | Verkäufe  |
| ---------------------------- | ---------------------------------------------------------------------- | --------- |
| Australien (ARIA)            | 3× Platin                                                              | 210.000   |
| Belgien (BRMA)               | Gold                                                                   | 20.000    |
| Brasilien (PMB)              | 3× Platin                                                              | 120.000   |
| Dänemark (IFPI)              | Gold                                                                   | 45.000    |
| Deutschland (BVMI)           | Gold                                                                   | 300.000   |
| Italien (FIMI)               | Gold                                                                   | 50.000    |
| Neuseeland (RMNZ)            | Gold                                                                   | 15.000    |
| Vereinigtes Königreich (BPI) | Platin                                                                 | 600.000   |
| Insgesamt                    | 5× Gold · 7× Platin ·                                                  | 1.360.000 |

### Mourning
| Land/Region       | Auszeichnungen für Musikverkäufe (Land/Region, Auszeichnung, Verkäufe) | Verkäufe  |
| ----------------- | ---------------------------------------------------------------------- | --------- |
| Australien (ARIA) | Gold                                                                   | 35.000    |
| Brasilien (PMB)   | Gold                                                                   | 20.000    |
| Insgesamt         | 2× Gold ·                                                              | 1.055.000 |

### Overdrive
| Land/Region     | Auszeichnungen für Musikverkäufe (Land/Region, Auszeichnung, Verkäufe) | Verkäufe |
| --------------- | ---------------------------------------------------------------------- | -------- |
| Brasilien (PMB) | Gold                                                                   | 20.000   |
| Insgesamt       | 1× Gold ·                                                              | 20.000   |

### Dial Drunk
| Land/Region               | Auszeichnungen für Musikverkäufe (Land/Region, Auszeichnung, Verkäufe) | Verkäufe  |
| ------------------------- | ---------------------------------------------------------------------- | --------- |
| Australien (ARIA)         | Gold                                                                   | 35.000    |
| Vereinigte Staaten (RIAA) | 2× Platin                                                              | 2.000.000 |
| Insgesamt                 | 1× Gold · 2× Platin ·                                                  | 2.035.000 |

### Fortnight
| Land/Region                  | Auszeichnungen für Musikverkäufe (Land/Region, Auszeichnung, Verkäufe) | Verkäufe  |
| ---------------------------- | ---------------------------------------------------------------------- | --------- |
| Australien (ARIA)            | 2× Platin                                                              | 140.000   |
| Belgien (BRMA)               | Platin                                                                 | 40.000    |
| Brasilien (PMB)              | Diamant                                                                | 160.000   |
| Dänemark (IFPI)              | Gold                                                                   | 45.000    |
| Deutschland (BVMI)           | Gold                                                                   | 300.000   |
| Frankreich (SNEP)            | Gold                                                                   | 100.000   |
| Italien (FIMI)               | Gold                                                                   | 50.000    |
| Kanada (MC)                  | Gold                                                                   | 40.000    |
| Neuseeland (RMNZ)            | 2× Platin                                                              | 60.000    |
| Polen (ZPAV)                 | Platin                                                                 | 50.000    |
| Portugal (AFP)               | Platin                                                                 | 10.000    |
| Schweiz (IFPI)               | Platin                                                                 | 30.000    |
| Spanien (Promusicae)         | Platin                                                                 | 60.000    |
| Vereinigtes Königreich (BPI) | Platin                                                                 | 600.000   |
| Zentralamerika (CFC)         | Gold                                                                   | 35.000    |
| Insgesamt                    | 6× Gold · 10× Platin · 1× Diamant ·                                    | 1.720.000 |

### I Had Some Help
| Land/Region                  | Auszeichnungen für Musikverkäufe (Land/Region, Auszeichnung, Verkäufe) | Verkäufe  |
| ---------------------------- | ---------------------------------------------------------------------- | --------- |
| Australien (ARIA)            | 8× Platin                                                              | 560.000   |
| Belgien (BRMA)               | Platin                                                                 | 40.000    |
| Brasilien (PMB)              | 2× Platin                                                              | 80.000    |
| Dänemark (IFPI)              | Platin                                                                 | 90.000    |
| Neuseeland (RMNZ)            | 3× Platin                                                              | 90.000    |
| Portugal (AFP)               | Gold                                                                   | 5.000     |
| Spanien (Promusicae)         | Gold                                                                   | 30.000    |
| Vereinigte Staaten (RIAA)    | 5× Platin                                                              | 5.000.000 |
| Vereinigtes Königreich (BPI) | 2× Platin                                                              | 1.200.000 |
| Insgesamt                    | 2× Gold · 22× Platin ·                                                 | 7.095.000 |

### Pour Me a Drink
| Land/Region                  | Auszeichnungen für Musikverkäufe (Land/Region, Auszeichnung, Verkäufe) | Verkäufe  |
| ---------------------------- | ---------------------------------------------------------------------- | --------- |
| Brasilien (PMB)              | Gold                                                                   | 20.000    |
| Vereinigte Staaten (RIAA)    | Platin                                                                 | 1.000.000 |
| Vereinigtes Königreich (BPI) | Silber                                                                 | 200.000   |
| Insgesamt                    | 1× Silber · 1× Gold · 1× Platin ·                                      | 1.220.000 |

### Guy for That
| Land/Region                  | Auszeichnungen für Musikverkäufe (Land/Region, Auszeichnung, Verkäufe) | Verkäufe |
| ---------------------------- | ---------------------------------------------------------------------- | -------- |
| Brasilien (PMB)              | Gold                                                                   | 20.000   |
| Vereinigtes Königreich (BPI) | Silber                                                                 | 200.000  |
| Insgesamt                    | 1× Silber · 1× Gold ·                                                  | 220.000  |

## Auszeichnungen nach Liedern

### Money Made Me Do It
| Land/Region               | Auszeichnungen für Musikverkäufe (Land/Region, Auszeichnung, Verkäufe) | Verkäufe  |
| ------------------------- | ---------------------------------------------------------------------- | --------- |
| Kanada (MC)               | Platin                                                                 | 80.000    |
| Vereinigte Staaten (RIAA) | Platin                                                                 | 1.000.000 |
| Insgesamt                 | 2× Platin ·                                                            | 1.080.000 |

### No Option
| Land/Region                  | Auszeichnungen für Musikverkäufe (Land/Region, Auszeichnung, Verkäufe) | Verkäufe  |
| ---------------------------- | ---------------------------------------------------------------------- | --------- |
| Dänemark (IFPI)              | Gold                                                                   | 45.000    |
| Kanada (MC)                  | 2× Platin                                                              | 160.000   |
| Neuseeland (RMNZ)            | Platin                                                                 | 30.000    |
| Vereinigte Staaten (RIAA)    | Platin                                                                 | 1.000.000 |
| Vereinigtes Königreich (BPI) | Silber                                                                 | 200.000   |
| Insgesamt                    | 1× Silber · 1× Gold · 4× Platin ·                                      | 1.435.000 |

### Notice Me
| Land/Region               | Auszeichnungen für Musikverkäufe (Land/Region, Auszeichnung, Verkäufe) | Verkäufe  |
| ------------------------- | ---------------------------------------------------------------------- | --------- |
| Brasilien (PMB)           | Gold                                                                   | 20.000    |
| Kanada (MC)               | Gold                                                                   | 40.000    |
| Vereinigte Staaten (RIAA) | Platin                                                                 | 1.000.000 |
| Insgesamt                 | 2× Gold · 1× Platin ·                                                  | 1.060.000 |

### Paranoid
| Land/Region                  | Auszeichnungen für Musikverkäufe (Land/Region, Auszeichnung, Verkäufe) | Verkäufe  |
| ---------------------------- | ---------------------------------------------------------------------- | --------- |
| Australien (ARIA)            | Platin                                                                 | 70.000    |
| Brasilien (PMB)              | Platin                                                                 | 40.000    |
| Dänemark (IFPI)              | Gold                                                                   | 45.000    |
| Kanada (MC)                  | 2× Platin                                                              | 160.000   |
| Neuseeland (RMNZ)            | Platin                                                                 | 30.000    |
| Portugal (AFP)               | Gold                                                                   | 5.000     |
| Vereinigte Staaten (RIAA)    | Platin                                                                 | 1.000.000 |
| Vereinigtes Königreich (BPI) | Gold                                                                   | 400.000   |
| Insgesamt                    | 3× Gold · 6× Platin ·                                                  | 1.750.000 |

### 92 Explorer
| Land/Region                  | Auszeichnungen für Musikverkäufe (Land/Region, Auszeichnung, Verkäufe) | Verkäufe  |
| ---------------------------- | ---------------------------------------------------------------------- | --------- |
| Australien (ARIA)            | Platin                                                                 | 70.000    |
| Brasilien (PMB)              | Platin                                                                 | 40.000    |
| Kanada (MC)                  | 2× Platin                                                              | 160.000   |
| Neuseeland (RMNZ)            | Platin                                                                 | 30.000    |
| Vereinigte Staaten (RIAA)    | 2× Platin                                                              | 2.000.000 |
| Vereinigtes Königreich (BPI) | Silber                                                                 | 200.000   |
| Insgesamt                    | 1× Silber · 7× Platin ·                                                | 2.500.000 |

### Over Now
| Land/Region                  | Auszeichnungen für Musikverkäufe (Land/Region, Auszeichnung, Verkäufe) | Verkäufe  |
| ---------------------------- | ---------------------------------------------------------------------- | --------- |
| Australien (ARIA)            | Platin                                                                 | 70.000    |
| Kanada (MC)                  | 2× Platin                                                              | 160.000   |
| Neuseeland (RMNZ)            | Gold                                                                   | 15.000    |
| Vereinigte Staaten (RIAA)    | 2× Platin                                                              | 2.000.000 |
| Vereinigtes Königreich (BPI) | Gold                                                                   | 400.000   |
| Insgesamt                    | 2× Gold · 5× Platin ·                                                  | 2.645.000 |

### Rich & Sad
| Land/Region                  | Auszeichnungen für Musikverkäufe (Land/Region, Auszeichnung, Verkäufe) | Verkäufe  |
| ---------------------------- | ---------------------------------------------------------------------- | --------- |
| Australien (ARIA)            | Platin                                                                 | 70.000    |
| Kanada (MC)                  | 2× Platin                                                              | 160.000   |
| Neuseeland (RMNZ)            | Platin                                                                 | 30.000    |
| Vereinigte Staaten (RIAA)    | Platin                                                                 | 1.000.000 |
| Vereinigtes Königreich (BPI) | Silber                                                                 | 200.000   |
| Insgesamt                    | 1× Silber · 5× Platin ·                                                | 1.460.000 |

### Stay
| Land/Region                  | Auszeichnungen für Musikverkäufe (Land/Region, Auszeichnung, Verkäufe) | Verkäufe  |
| ---------------------------- | ---------------------------------------------------------------------- | --------- |
| Australien (ARIA)            | 2× Platin                                                              | 140.000   |
| Brasilien (PMB)              | 2× Platin                                                              | 80.000    |
| Dänemark (IFPI)              | Gold                                                                   | 45.000    |
| Kanada (MC)                  | 3× Platin                                                              | 240.000   |
| Neuseeland (RMNZ)            | Platin                                                                 | 30.000    |
| Portugal (AFP)               | Platin                                                                 | 10.000    |
| Vereinigte Staaten (RIAA)    | Platin                                                                 | 1.000.000 |
| Vereinigtes Königreich (BPI) | Gold                                                                   | 400.000   |
| Insgesamt                    | 2× Gold · 10× Platin ·                                                 | 1.945.000 |

### Zack and Codeine
| Land/Region                  | Auszeichnungen für Musikverkäufe (Land/Region, Auszeichnung, Verkäufe) | Verkäufe  |
| ---------------------------- | ---------------------------------------------------------------------- | --------- |
| Australien (ARIA)            | Platin                                                                 | 70.000    |
| Kanada (MC)                  | Platin                                                                 | 80.000    |
| Vereinigte Staaten (RIAA)    | Platin                                                                 | 1.000.000 |
| Vereinigtes Königreich (BPI) | Silber                                                                 | 200.000   |
| Insgesamt                    | 1× Silber · 3× Platin ·                                                | 1.350.000 |

### Same Bitches
| Land/Region                  | Auszeichnungen für Musikverkäufe (Land/Region, Auszeichnung, Verkäufe) | Verkäufe  |
| ---------------------------- | ---------------------------------------------------------------------- | --------- |
| Australien (ARIA)            | Platin                                                                 | 70.000    |
| Brasilien (PMB)              | Gold                                                                   | 20.000    |
| Kanada (MC)                  | 2× Platin                                                              | 160.000   |
| Neuseeland (RMNZ)            | Gold                                                                   | 15.000    |
| Vereinigte Staaten (RIAA)    | Platin                                                                 | 1.000.000 |
| Vereinigtes Königreich (BPI) | Silber                                                                 | 200.000   |
| Insgesamt                    | 1× Silber · 2× Gold · 4× Platin ·                                      | 1.465.000 |

### Spoil My Night
| Land/Region                  | Auszeichnungen für Musikverkäufe (Land/Region, Auszeichnung, Verkäufe) | Verkäufe  |
| ---------------------------- | ---------------------------------------------------------------------- | --------- |
| Australien (ARIA)            | Platin                                                                 | 70.000    |
| Brasilien (PMB)              | Platin                                                                 | 40.000    |
| Kanada (MC)                  | 2× Platin                                                              | 160.000   |
| Neuseeland (RMNZ)            | Gold                                                                   | 15.000    |
| Vereinigte Staaten (RIAA)    | Platin                                                                 | 1.000.000 |
| Vereinigtes Königreich (BPI) | Silber                                                                 | 200.000   |
| Insgesamt                    | 1× Silber · 1× Gold · 5× Platin ·                                      | 1.485.000 |

### Blame It On Me
| Land/Region                  | Auszeichnungen für Musikverkäufe (Land/Region, Auszeichnung, Verkäufe) | Verkäufe  |
| ---------------------------- | ---------------------------------------------------------------------- | --------- |
| Australien (ARIA)            | Gold                                                                   | 35.000    |
| Brasilien (PMB)              | Gold                                                                   | 20.000    |
| Kanada (MC)                  | Platin                                                                 | 80.000    |
| Vereinigte Staaten (RIAA)    | Platin                                                                 | 1.000.000 |
| Vereinigtes Königreich (BPI) | Silber                                                                 | 200.000   |
| Insgesamt                    | 1× Silber · 2× Gold · 2× Platin ·                                      | 1.335.000 |

### Sugar Wraith
| Land/Region                  | Auszeichnungen für Musikverkäufe (Land/Region, Auszeichnung, Verkäufe) | Verkäufe  |
| ---------------------------- | ---------------------------------------------------------------------- | --------- |
| Australien (ARIA)            | Gold                                                                   | 35.000    |
| Kanada (MC)                  | Platin                                                                 | 80.000    |
| Vereinigte Staaten (RIAA)    | Platin                                                                 | 1.000.000 |
| Vereinigtes Königreich (BPI) | Silber                                                                 | 200.000   |
| Insgesamt                    | 1× Silber · 1× Gold · 2× Platin ·                                      | 1.315.000 |

### Jonestown (Interlude)
| Land/Region | Auszeichnungen für Musikverkäufe (Land/Region, Auszeichnung, Verkäufe) | Verkäufe |
| ----------- | ---------------------------------------------------------------------- | -------- |
| Kanada (MC) | Gold                                                                   | 40.000   |
| Insgesamt   | 1× Gold ·                                                              | 40.000   |

### Hollywood’s Bleeding
| Land/Region                  | Auszeichnungen für Musikverkäufe (Land/Region, Auszeichnung, Verkäufe) | Verkäufe  |
| ---------------------------- | ---------------------------------------------------------------------- | --------- |
| Australien (ARIA)            | 2× Platin                                                              | 140.000   |
| Brasilien (PMB)              | 3× Platin                                                              | 120.000   |
| Dänemark (IFPI)              | Platin                                                                 | 90.000    |
| Italien (FIMI)               | Gold                                                                   | 50.000    |
| Kanada (MC)                  | 2× Platin                                                              | 160.000   |
| Polen (ZPAV)                 | Gold                                                                   | 25.000    |
| Portugal (AFP)               | Gold                                                                   | 5.000     |
| Vereinigte Staaten (RIAA)    | Platin                                                                 | 1.000.000 |
| Vereinigtes Königreich (BPI) | Gold                                                                   | 400.000   |
| Insgesamt                    | 4× Gold · 9× Platin ·                                                  | 1.990.000 |

### Saint-Tropez
| Land/Region                  | Auszeichnungen für Musikverkäufe (Land/Region, Auszeichnung, Verkäufe) | Verkäufe  |
| ---------------------------- | ---------------------------------------------------------------------- | --------- |
| Australien (ARIA)            | Platin                                                                 | 70.000    |
| Brasilien (PMB)              | 3× Platin                                                              | 120.000   |
| Dänemark (IFPI)              | Gold                                                                   | 45.000    |
| Kanada (MC)                  | 2× Platin                                                              | 160.000   |
| Portugal (AFP)               | Gold                                                                   | 5.000     |
| Vereinigte Staaten (RIAA)    | Platin                                                                 | 1.000.000 |
| Vereinigtes Königreich (BPI) | Silber                                                                 | 200.000   |
| Insgesamt                    | 1× Silber · 2× Gold · 7× Platin ·                                      | 1.600.000 |

### Otherside
| Land/Region                  | Auszeichnungen für Musikverkäufe (Land/Region, Auszeichnung, Verkäufe) | Verkäufe  |
| ---------------------------- | ---------------------------------------------------------------------- | --------- |
| Australien (ARIA)            | Gold                                                                   | 35.000    |
| Brasilien (PMB)              | Gold                                                                   | 20.000    |
| Kanada (MC)                  | Platin                                                                 | 80.000    |
| Vereinigte Staaten (RIAA)    | Platin                                                                 | 1.000.000 |
| Vereinigtes Königreich (BPI) | Silber                                                                 | 200.000   |
| Insgesamt                    | 1× Silber · 2× Gold · 2× Platin ·                                      | 1.335.000 |

### Takin’ Shots
| Land/Region                  | Auszeichnungen für Musikverkäufe (Land/Region, Auszeichnung, Verkäufe) | Verkäufe  |
| ---------------------------- | ---------------------------------------------------------------------- | --------- |
| Australien (ARIA)            | Gold                                                                   | 35.000    |
| Brasilien (PMB)              | Gold                                                                   | 20.000    |
| Kanada (MC)                  | Platin                                                                 | 80.000    |
| Vereinigte Staaten (RIAA)    | Platin                                                                 | 1.000.000 |
| Vereinigtes Königreich (BPI) | Silber                                                                 | 200.000   |
| Insgesamt                    | 1× Silber · 2× Gold · 2× Platin ·                                      | 1.335.000 |

### Yours Truly, Austin Post
| Land/Region               | Auszeichnungen für Musikverkäufe (Land/Region, Auszeichnung, Verkäufe) | Verkäufe  |
| ------------------------- | ---------------------------------------------------------------------- | --------- |
| Kanada (MC)               | Platin                                                                 | 80.000    |
| Vereinigte Staaten (RIAA) | Platin                                                                 | 1.000.000 |
| Insgesamt                 | 2× Platin ·                                                            | 1.080.000 |

### Hit This Hard
| Land/Region | Auszeichnungen für Musikverkäufe (Land/Region, Auszeichnung, Verkäufe) | Verkäufe |
| ----------- | ---------------------------------------------------------------------- | -------- |
| Kanada (MC) | Gold                                                                   | 40.000   |
| Insgesamt   | 1× Gold ·                                                              | 40.000   |

### Leave
| Land/Region               | Auszeichnungen für Musikverkäufe (Land/Region, Auszeichnung, Verkäufe) | Verkäufe  |
| ------------------------- | ---------------------------------------------------------------------- | --------- |
| Kanada (MC)               | Platin                                                                 | 80.000    |
| Vereinigte Staaten (RIAA) | Platin                                                                 | 1.000.000 |
| Insgesamt                 | 2× Platin ·                                                            | 1.080.000 |

### Up There
| Land/Region               | Auszeichnungen für Musikverkäufe (Land/Region, Auszeichnung, Verkäufe) | Verkäufe  |
| ------------------------- | ---------------------------------------------------------------------- | --------- |
| Kanada (MC)               | Platin                                                                 | 80.000    |
| Vereinigte Staaten (RIAA) | Platin                                                                 | 1.000.000 |
| Insgesamt                 | 2× Platin ·                                                            | 1.080.000 |

### Feeling Whitney
| Land/Region                  | Auszeichnungen für Musikverkäufe (Land/Region, Auszeichnung, Verkäufe) | Verkäufe  |
| ---------------------------- | ---------------------------------------------------------------------- | --------- |
| Dänemark (IFPI)              | Gold                                                                   | 45.000    |
| Kanada (MC)                  | 3× Platin                                                              | 240.000   |
| Neuseeland (RMNZ)            | Platin                                                                 | 30.000    |
| Vereinigte Staaten (RIAA)    | Platin                                                                 | 1.000.000 |
| Vereinigtes Königreich (BPI) | Gold                                                                   | 400.000   |
| Insgesamt                    | 2× Gold · 5× Platin ·                                                  | 1.715.000 |

### Feel
| Land/Region                  | Auszeichnungen für Musikverkäufe (Land/Region, Auszeichnung, Verkäufe) | Verkäufe  |
| ---------------------------- | ---------------------------------------------------------------------- | --------- |
| Kanada (MC)                  | Platin                                                                 | 80.000    |
| Vereinigte Staaten (RIAA)    | Platin                                                                 | 1.000.000 |
| Vereinigtes Königreich (BPI) | Silber                                                                 | 200.000   |
| Insgesamt                    | 1× Silber · 2× Platin ·                                                | 1.280.000 |

### Cold
| Land/Region | Auszeichnungen für Musikverkäufe (Land/Region, Auszeichnung, Verkäufe) | Verkäufe |
| ----------- | ---------------------------------------------------------------------- | -------- |
| Kanada (MC) | Gold                                                                   | 40.000   |
| Insgesamt   | 1× Gold ·                                                              | 40.000   |

### Big Lie
| Land/Region                  | Auszeichnungen für Musikverkäufe (Land/Region, Auszeichnung, Verkäufe) | Verkäufe  |
| ---------------------------- | ---------------------------------------------------------------------- | --------- |
| Kanada (MC)                  | Platin                                                                 | 80.000    |
| Neuseeland (RMNZ)            | Gold                                                                   | 15.000    |
| Vereinigte Staaten (RIAA)    | Platin                                                                 | 1.000.000 |
| Vereinigtes Königreich (BPI) | Silber                                                                 | 200.000   |
| Insgesamt                    | 1× Silber · 1× Gold · 2× Platin ·                                      | 1.295.000 |

### Broken Whiskey Glass
| Land/Region | Auszeichnungen für Musikverkäufe (Land/Region, Auszeichnung, Verkäufe) | Verkäufe |
| ----------- | ---------------------------------------------------------------------- | -------- |
| Kanada (MC) | Platin                                                                 | 80.000   |
| Insgesamt   | 1× Platin ·                                                            | 80.000   |

### Celebrate
| Land/Region               | Auszeichnungen für Musikverkäufe (Land/Region, Auszeichnung, Verkäufe) | Verkäufe |
| ------------------------- | ---------------------------------------------------------------------- | -------- |
| Brasilien (PMB)           | Gold                                                                   | 20.000   |
| Vereinigte Staaten (RIAA) | Gold                                                                   | 500.000  |
| Insgesamt                 | 2× Gold ·                                                              | 520.000  |

### Die For Me
| Land/Region                  | Auszeichnungen für Musikverkäufe (Land/Region, Auszeichnung, Verkäufe) | Verkäufe  |
| ---------------------------- | ---------------------------------------------------------------------- | --------- |
| Australien (ARIA)            | Platin                                                                 | 70.000    |
| Brasilien (PMB)              | Platin                                                                 | 40.000    |
| Kanada (MC)                  | 2× Platin                                                              | 160.000   |
| Vereinigte Staaten (RIAA)    | Platin                                                                 | 1.000.000 |
| Vereinigtes Königreich (BPI) | Silber                                                                 | 200.000   |
| Insgesamt                    | 1× Silber · 5× Platin ·                                                | 1.470.000 |

### On The Road
| Land/Region                  | Auszeichnungen für Musikverkäufe (Land/Region, Auszeichnung, Verkäufe) | Verkäufe  |
| ---------------------------- | ---------------------------------------------------------------------- | --------- |
| Australien (ARIA)            | Platin                                                                 | 70.000    |
| Brasilien (PMB)              | Platin                                                                 | 40.000    |
| Kanada (MC)                  | 2× Platin                                                              | 160.000   |
| Vereinigte Staaten (RIAA)    | Platin                                                                 | 1.000.000 |
| Vereinigtes Königreich (BPI) | Silber                                                                 | 200.000   |
| Insgesamt                    | 1× Silber · 5× Platin ·                                                | 1.470.000 |

### A Thousand Bad Times
| Land/Region                  | Auszeichnungen für Musikverkäufe (Land/Region, Auszeichnung, Verkäufe) | Verkäufe  |
| ---------------------------- | ---------------------------------------------------------------------- | --------- |
| Australien (ARIA)            | Gold                                                                   | 35.000    |
| Brasilien (PMB)              | Gold                                                                   | 20.000    |
| Kanada (MC)                  | Platin                                                                 | 80.000    |
| Vereinigte Staaten (RIAA)    | Platin                                                                 | 1.000.000 |
| Vereinigtes Königreich (BPI) | Silber                                                                 | 200.000   |
| Insgesamt                    | 1× Silber · 2× Gold · 2× Platin ·                                      | 1.335.000 |

### I’m Gonna Be
| Land/Region               | Auszeichnungen für Musikverkäufe (Land/Region, Auszeichnung, Verkäufe) | Verkäufe  |
| ------------------------- | ---------------------------------------------------------------------- | --------- |
| Australien (ARIA)         | Gold                                                                   | 35.000    |
| Brasilien (PMB)           | Platin                                                                 | 40.000    |
| Kanada (MC)               | Platin                                                                 | 80.000    |
| Vereinigte Staaten (RIAA) | Platin                                                                 | 1.000.000 |
| Insgesamt                 | 1× Gold · 3× Platin ·                                                  | 1.155.000 |

### Staring At The Sun
| Land/Region               | Auszeichnungen für Musikverkäufe (Land/Region, Auszeichnung, Verkäufe) | Verkäufe  |
| ------------------------- | ---------------------------------------------------------------------- | --------- |
| Australien (ARIA)         | Gold                                                                   | 35.000    |
| Brasilien (PMB)           | Gold                                                                   | 20.000    |
| Kanada (MC)               | Platin                                                                 | 80.000    |
| Vereinigte Staaten (RIAA) | Platin                                                                 | 1.000.000 |
| Insgesamt                 | 2× Gold · 2× Platin ·                                                  | 1.135.000 |

### Myself
| Land/Region       | Auszeichnungen für Musikverkäufe (Land/Region, Auszeichnung, Verkäufe) | Verkäufe |
| ----------------- | ---------------------------------------------------------------------- | -------- |
| Australien (ARIA) | Gold                                                                   | 35.000   |
| Brasilien (PMB)   | Gold                                                                   | 20.000   |
| Kanada (MC)       | Platin                                                                 | 80.000   |
| Insgesamt         | 2× Gold · 1× Platin ·                                                  | 135.000  |

### I Know
| Land/Region       | Auszeichnungen für Musikverkäufe (Land/Region, Auszeichnung, Verkäufe) | Verkäufe |
| ----------------- | ---------------------------------------------------------------------- | -------- |
| Australien (ARIA) | Gold                                                                   | 35.000   |
| Brasilien (PMB)   | Gold                                                                   | 20.000   |
| Kanada (MC)       | Gold                                                                   | 40.000   |
| Insgesamt         | 3× Gold ·                                                              | 95.000   |

### Internet
| Land/Region     | Auszeichnungen für Musikverkäufe (Land/Region, Auszeichnung, Verkäufe) | Verkäufe |
| --------------- | ---------------------------------------------------------------------- | -------- |
| Brasilien (PMB) | Gold                                                                   | 20.000   |
| Kanada (MC)     | Gold                                                                   | 40.000   |
| Insgesamt       | 2× Gold ·                                                              | 60.000   |

### Forever
| Land/Region               | Auszeichnungen für Musikverkäufe (Land/Region, Auszeichnung, Verkäufe) | Verkäufe |
| ------------------------- | ---------------------------------------------------------------------- | -------- |
| Australien (ARIA)         | Gold                                                                   | 35.000   |
| Brasilien (PMB)           | Platin                                                                 | 40.000   |
| Vereinigte Staaten (RIAA) | Gold                                                                   | 500.000  |
| Insgesamt                 | 2× Gold · 1× Platin ·                                                  | 575.000  |

### I Did It
| Land/Region               | Auszeichnungen für Musikverkäufe (Land/Region, Auszeichnung, Verkäufe) | Verkäufe |
| ------------------------- | ---------------------------------------------------------------------- | -------- |
| Vereinigte Staaten (RIAA) | Gold                                                                   | 500.000  |
| Insgesamt                 | 1× Gold ·                                                              | 500.000  |

### I Like You (A Happier Song)
| Land/Region                  | Auszeichnungen für Musikverkäufe (Land/Region, Auszeichnung, Verkäufe) | Verkäufe  |
| ---------------------------- | ---------------------------------------------------------------------- | --------- |
| Australien (ARIA)            | 5× Platin                                                              | 350.000   |
| Brasilien (PMB)              | 2× Platin                                                              | 80.000    |
| Dänemark (IFPI)              | Platin                                                                 | 90.000    |
| Frankreich (SNEP)            | Gold                                                                   | 100.000   |
| Italien (FIMI)               | Gold                                                                   | 50.000    |
| Kanada (MC)                  | 3× Platin                                                              | 240.000   |
| Neuseeland (RMNZ)            | Platin                                                                 | 30.000    |
| Polen (ZPAV)                 | Gold                                                                   | 25.000    |
| Portugal (AFP)               | Platin                                                                 | 10.000    |
| Schweden (IFPI)              | Gold                                                                   | 40.000    |
| Spanien (Promusicae)         | Gold                                                                   | 30.000    |
| Vereinigtes Königreich (BPI) | Gold                                                                   | 400.000   |
| Insgesamt                    | 6× Gold · 13× Platin ·                                                 | 1.445.000 |

### Enough Is Enough
| Land/Region       | Auszeichnungen für Musikverkäufe (Land/Region, Auszeichnung, Verkäufe) | Verkäufe |
| ----------------- | ---------------------------------------------------------------------- | -------- |
| Australien (ARIA) | Gold                                                                   | 35.000   |
| Brasilien (PMB)   | Gold                                                                   | 20.000   |
| Insgesamt         | 2× Gold ·                                                              | 55.000   |

### Levii’s Jeans
| Land/Region     | Auszeichnungen für Musikverkäufe (Land/Region, Auszeichnung, Verkäufe) | Verkäufe |
| --------------- | ---------------------------------------------------------------------- | -------- |
| Brasilien (PMB) | Gold                                                                   | 20.000   |
| Insgesamt       | 1× Gold ·                                                              | 20.000   |

## Statistik und Quellen
| Land/RegionAuszeichnungen für Musikverkäufe (Land/Region, Auszeichnungen, Verkäufe, Quellen) | Silber       | Gold         | Platin         | Diamant       | Verkäufe    | Quellen              |
| -------------------------------------------------------------------------------------------- | ------------ | ------------ | -------------- | ------------- | ----------- | -------------------- |
| Australien (ARIA)                                                                            | —            | 16× Gold16   | 181× Platin181 | —             | 13.165.000  | aria.com.au          |
| Belgien (BRMA)                                                                               | —            | 8× Gold8     | 6× Platin6     | —             | 355.000     | ultratop.be          |
| Brasilien (PMB)                                                                              | —            | 21× Gold21   | 40× Platin40   | 31× Diamant31 | 7.370.000   | pro-musicabr.org.br  |
| Dänemark (IFPI)                                                                              | —            | 16× Gold16   | 46× Platin46   | —             | 3.590.000   | ifpi.dk              |
| Deutschland (BVMI)                                                                           | —            | 13× Gold13   | 6× Platin6     | —             | 5.300.000   | musikindustrie.de    |
| Finnland (IFPI)                                                                              | —            | Gold1        | 17× Platin17   | —             | 540.000     | Einzelnachweise      |
| Frankreich (SNEP)                                                                            | —            | 7× Gold7     | 7× Platin7     | 3× Diamant3   | 2.749.999   | snepmusique.com      |
| Griechenland (IFPI)                                                                          | —            | —            | Platin1        | —             | 20.000      | Einzelnachweise      |
| Italien (FIMI)                                                                               | —            | 10× Gold10   | 19× Platin19   | —             | 1.495.000   | fimi.it              |
| Kanada (MC)                                                                                  | —            | 7× Gold7     | 131× Platin131 | 8× Diamant8   | 17.160.000  | musiccanada.com      |
| Malaysia (RIM)                                                                               | —            | Gold1        | Platin1        | —             | 205.000     | Einzelnachweise      |
| Mexiko (AMPROFON)                                                                            | —            | 2× Gold2     | 10× Platin10   | 2× Diamant2   | 1.260.000   | amprofon.com.mx      |
| Neuseeland (RMNZ)                                                                            | —            | 9× Gold9     | 115× Platin115 | —             | 3.247.500   | radioscope.co.nz NZ2 |
| Niederlande (NVPI)                                                                           | —            | 2× Gold2     | 8× Platin8     | —             | 655.000     | nvpi.nl              |
| Norwegen (IFPI)                                                                              | —            | Gold1        | 10× Platin10   | —             | 510.000     | ifpi.no              |
| Österreich (IFPI)                                                                            | —            | 3× Gold3     | 2× Platin2     | —             | 97.500      | ifpi.at              |
| Polen (ZPAV)                                                                                 | —            | 9× Gold9     | 25× Platin25   | —             | 1.190.000   | olis.pl              |
| Portugal (AFP)                                                                               | —            | 13× Gold13   | 37× Platin37   | —             | 446.000     | Einzelnachweise      |
| Schweden (IFPI)                                                                              | —            | 2× Gold2     | 23× Platin23   | —             | 1.745.000   | sverigetopplistan.se |
| Schweiz (IFPI)                                                                               | —            | —            | Platin1        | —             | 30.000      | hitparade.ch         |
| Singapur (RIAS)                                                                              | —            | Gold1        | 3× Platin3     | —             | 35.000      | rias.org.sg          |
| Spanien (Promusicae)                                                                         | —            | 8× Gold8     | 10× Platin10   | —             | 810.000     | elportaldemusica.es  |
| Vereinigte Staaten (RIAA)                                                                    | —            | 4× Gold4     | 85× Platin85   | 10× Diamant10 | 189.000.000 | riaa.com             |
| Vereinigtes Königreich (BPI)                                                                 | 25× Silber25 | 11× Gold11   | 43× Platin43   | —             | 32.360.000  | bpi.co.uk            |
| Zentralamerika (CFC)                                                                         | —            | Gold1        | —              | —             | 35.000      | cfc-musica.com       |
| Insgesamt                                                                                    | 25× Silber25 | 166× Gold166 | 827× Platin827 | 54× Diamant54 |             |                      |